# Inside Men
Inside Men (en hangul, 내부자들; en hanja, 内部者들; McCune-Reischauer, Naebujadŭl) es una película de suspenso y acción política surcoreana de 2015. Fue escrita y dirigida por Woo Min-ho y está basada en el webtoon The Insiders de Yoon Tae-ho, que aborda el tema de la corrupción dentro de la sociedad coreana. Está protagonizada por Lee Byung-hun, Cho Seung-woo y Baek Yoon-sik, comenzó a filmarse en julio de 2014 y se estrenó en cines el 19 de noviembre de 2015.
Las dos versiones del filme, Inside Men y la versión del director Inside Men: The Original, vendieron un total de 9,1 millones de entradas, convirtiéndose así en la película con clasificación R más taquillera de todos los tiempos en la cinematografía surcoreana.

## Trama
Lee Kang-hee, editor de un influyente periódico conservador, eleva al congresista Jang Pil-woo a la posición de principal candidato presidencial usando el poder de la prensa; detrás de esto está su acuerdo secreto con el mayor patrocinador del periódico, Mirae Motors.
Ahn Sang-goo, un seguidor político que apoyó a Lee y Jang, es sorprendido cuando estaba apropiándose del registro de los fondos secretos del patrocinador, lo que le causa el castigo de la pérdida de una mano. Woo Jang-hoon, un ambicioso fiscal, comienza a investigar la relación entre Jang y el patrocinador, creyendo que es su única oportunidad de llegar a la cima. Mientras se pone manos a la obra con el caso, Woo conoce a Ahn, quien ha estado planeando metódicamente su venganza. Comienza una guerra entre el que está cegado por el poder, el que está empeñado en la venganza y el que está ansioso por el éxito, mientras el fiscal Woo se convierte en el «infiltrado» encargado de exponer el oscuro plan de Lee y Jang al pueblo.

## Reparto
- Lee Byung-hun como Ahn Sang-goo.[18]
- Cho Seung-woo como Woo Jang-hoon.
- Baek Yoon-sik como Lee Kang-hee.
- Lee Geung-young como Jang Pil-woo.
- Kim Hong-pa como Oh Hyun-soo.
- Bae Seong-woo como Park Jong-pal.
- Jo Jae-yoon como el jefe de sección Bang.
- Kim Dae-myung como Go Sang-chul.
- Jo Woo-jin como el director general Jo.
- Lee El como Joo Eun-hye.[19]
- Jung Man-sik como Choi Choong-sik, fiscal jefe de la Fiscalía del Distrito Central de Seúl.
- Kim Byeong-ok como Oh Myung-hwan, secretario de asuntos civiles en la Casa Azul.
- Kim Eui-sung como redactor jefe de Joguk Ilbo.
- Park Jin-woo como el jefe de departamento Lee.
- Nam Il-woo como el padre de Woo Jang-hoon.
- Kwon Hyeok-poong como Seok Myeong-gwan.
- Ryu Tae-ho como Moon Il-seok.
- Park Sang-gyoo como Kim Seok-woo.
- Kwon Tae-won como Song Man-seob, presidente del patrocinio de Jang Pil-woo.
- Jo Deok-je como el detective Choi.
- Park Jin-young como miembro del parlamento Son.

## Recepción
En sus primeros cuatro días en la taquilla de Corea del Sur, la película recaudó 13 200 millones de wones. Atrajo a más de dos millones de espectadores en solo seis días, un récord para una película con clasificación R; también estableció el récord de la película con clasificación R más vista en un solo día: 489 503 espectadores.

## Premios y nominaciones
| Año  | Premios                                      | Categoría                      | Candidato                 | Resultado |
| ---- | -------------------------------------------- | ------------------------------ | ------------------------- | --------- |
| 2016 | 52.os Baeksang Arts                          | Mejor película                 | Inside Men                | Nominada  |
| 2016 | 52.os Baeksang Arts                          | Mejor director                 | Woo Min-ho                | Nominado  |
| 2016 | 52.os Baeksang Arts                          | Mejor actor                    | Lee Byung-hun             | Ganador   |
| 2016 | 52.os Baeksang Arts                          | Mejor actor                    | Baek Yoon-sik             | Nominado  |
| 2016 | 52.os Baeksang Arts                          | Mejor guion                    | Woo Min-ho                | Nominado  |
| 2016 | 25.os Buil Film                              | Mejor película                 | Inside Men                | Nominada  |
| 2016 | 25.os Buil Film                              | Mejor actor                    | Lee Byung-hun             | Ganador   |
| 2016 | 25.os Buil Film                              | Mejor guion                    | Woo Min-ho                | Nominado  |
| 2016 | 37.os Blue Dragon Film                       | Mejor película                 | Inside Men                | Ganadora  |
| 2016 | 37.os Blue Dragon Film                       | Mejor director                 | Woo Min-ho                | Nominado  |
| 2016 | 37.os Blue Dragon Film                       | Mejor guion                    | Woo Min-ho                | Nominado  |
| 2016 | 37.os Blue Dragon Film                       | Mejor actor                    | Lee Byung-hun             | Ganador   |
| 2016 | 37.os Blue Dragon Film                       | Mejor actor revelación         | Joo Woo-jin               | Nominado  |
| 2016 | 37.os Blue Dragon Film                       | Mejor montaje                  | Kim Sang-bum, Kim Jae-bum | Nominado  |
| 2016 | 53.os Grand Bell                             | Mejor película                 | Inside Men                | Ganadora  |
| 2016 | 53.os Grand Bell                             | Mejor director                 | Woo Min-ho                | Ganador   |
| 2016 | 53.os Grand Bell                             | Mejor actor                    | Lee Byung-hun             | Ganador   |
| 2016 | 53.os Grand Bell                             | Mejor actor de reparto         | Lee Geung-young           | Nominado  |
| 2016 | 53.os Grand Bell                             | Mejor actriz de reparto        | Lee El                    | Nominada  |
| 2016 | 53.os Grand Bell                             | Mejor guion                    | Woo Min-ho                | Ganador   |
| 2016 | 53.os Grand Bell                             | Mejor planificación            | Kim Won-kook              | Ganador   |
| 2016 | 11.os Max Movie                              | Mejor película                 | Inside Men                | Nominada  |
| 2016 | 11.os Max Movie                              | Mejor director                 | Woo Min-ho                | Nominado  |
| 2016 | 11.os Max Movie                              | Mejor actor                    | Lee Byung-hun             | Nominado  |
| 2016 | 11.os Max Movie                              | Mejor actor de reparto         | Baek Yoon-sik             | Nominado  |
| 2016 | 11.os Max Movie                              | Mejor tráiler                  | Inside Men                | Nominada  |
| 2016 | 10.os Asian Film                             | Mejor actor                    | Lee Byung-hun             | Ganador   |
| 2016 | 10.os Asian Film                             | Mejor diseño de producción     | Cho Hwa-sung              | Nominado  |
| 2016 | 21.os Chunsa Film Art                        | Mejor director                 | Woo Min-ho                | Nominado  |
| 2016 | 21.os Chunsa Film Art                        | Mejor actor                    | Lee Byung-hun             | Nominado  |
| 2016 | 21.os Chunsa Film Art                        | Mejor guion                    | Woo Min-ho                | Nominado  |
| 2016 | 21.os Chunsa Film Art                        | Mejor actor de reparto         | Baek Yoon-sik             | Nominado  |
| 2016 | 16.os Director's Cut                         | Mejor actor                    | Lee Byung-hun             | Ganador   |
| 2016 | 36.os Korean Association of Film Critics     | Mejor actor                    | Lee Byung-hun             | Ganador   |
| 2016 | 36.os Korean Association of Film Critics     | Diez Mejores películas del Año | Inside Men                | Ganador   |
| 2016 | 3.os Korean Film Producers Association       | Mejor actor                    | Lee Byung-hun             | Ganador   |
| 2016 | 5.o Festival de Cine Marie Claire            | Premio Pioneer                 | Lee Byung-hun             | Ganador   |
| 2016 | 15.o Festival de Cine Asiático de Nueva York | Premio Star Asia               | Lee Byung-hun             | Ganador   |
| 2016 | 4.os Marie Claire Asia Star                  | Actor del Año                  | Lee Byung-hun             | Ganador   |